# Hyphydrus dani
Hyphydrus dani is een keversoort uit de familie waterroofkevers (Dytiscidae). De wetenschappelijke naam van de soort is voor het eerst geldig gepubliceerd in 1993 door Biström, Balke & Hendrich.